# Aloe linearifolia
Aloe linearifolia ist eine Pflanzenart der Gattung der Aloen in der Unterfamilie der Affodillgewächse (Asphodeloideae). Das Artepitheton linearifolia leitet sich von den lateinischen Worten linearis für ‚linealisch‘ sowie -folius für ‚-blättrig‘ ab und verweist auf die langen, schmalen Blätter der Art.

## Beschreibung

### Vegetative Merkmale
Aloe linearifolia wächst stammlos, ist einfach oder verzweigt aus der Basis mit ein oder zwei Zweigen. Die spindelförmigen Wurzeln weisen einen Durchmesser von 6 Millimeter auf. Die sechs bis acht linealischen Laubblätter sind zweizeilig bis rosettig an den Trieben angeordnet. Die grüne Blattspreite ist etwa 25 Zentimeter lang und 0,5 bis 1 Zentimeter breit. Auf der Blattunterseite sind nahe der Basis viele weiße und braune Flecken vorhanden. Die Zähne am Blattrand sind winzig und nur nahe der Basis vorhanden.

### Blütenstände und Blüten
Der einfache Blütenstand erreicht eine Länge von bis zu 35 Zentimeter. Die ziemlich dichten, kopfigen Trauben sind etwa 2 Zentimeter lang. Die eiförmig-zugespitzten, weißlichen Brakteen weisen eine Länge von 10 bis 15 Millimeter auf und sind 4 bis 7 Millimeter breit. Die gelben, grün gespitzten Blüten stehen an 12 bis 15 Millimeter langen Blütenstielen. Sie sind 12 Millimeter lang und an ihrer Basis verschmälert. Oberhalb des Fruchtknotens sind die Blüten nicht verengt. Ihre äußeren Perigonblätter sind fast nicht miteinander verwachsen. Die Staubblätter und der Griffel ragen kaum aus der Blüte heraus.

## Systematik und Verbreitung
Aloe linearifolia ist in den südafrikanischen Provinzen KwaZulu-Natal und Ostkap in Grasland in Höhen von 100 bis 2000 Metern verbreitet.
Die Erstbeschreibung durch Alwin Berger wurde 1922 veröffentlicht.

## Nachweise